# Phanomorpha dapsilis
Phanomorpha dapsilis là một loài bướm đêm thuộc họ Crambidae. Nó được tìm thấy ở Úc, bao gồm Lãnh thổ Thủ đô Úc.
Sải cánh dài khoảng 20 mm. Con trưởng thành có cánh trước nâu phức tạp. Cánh sau màu nâu thuần nhất.

## Hình ảnh

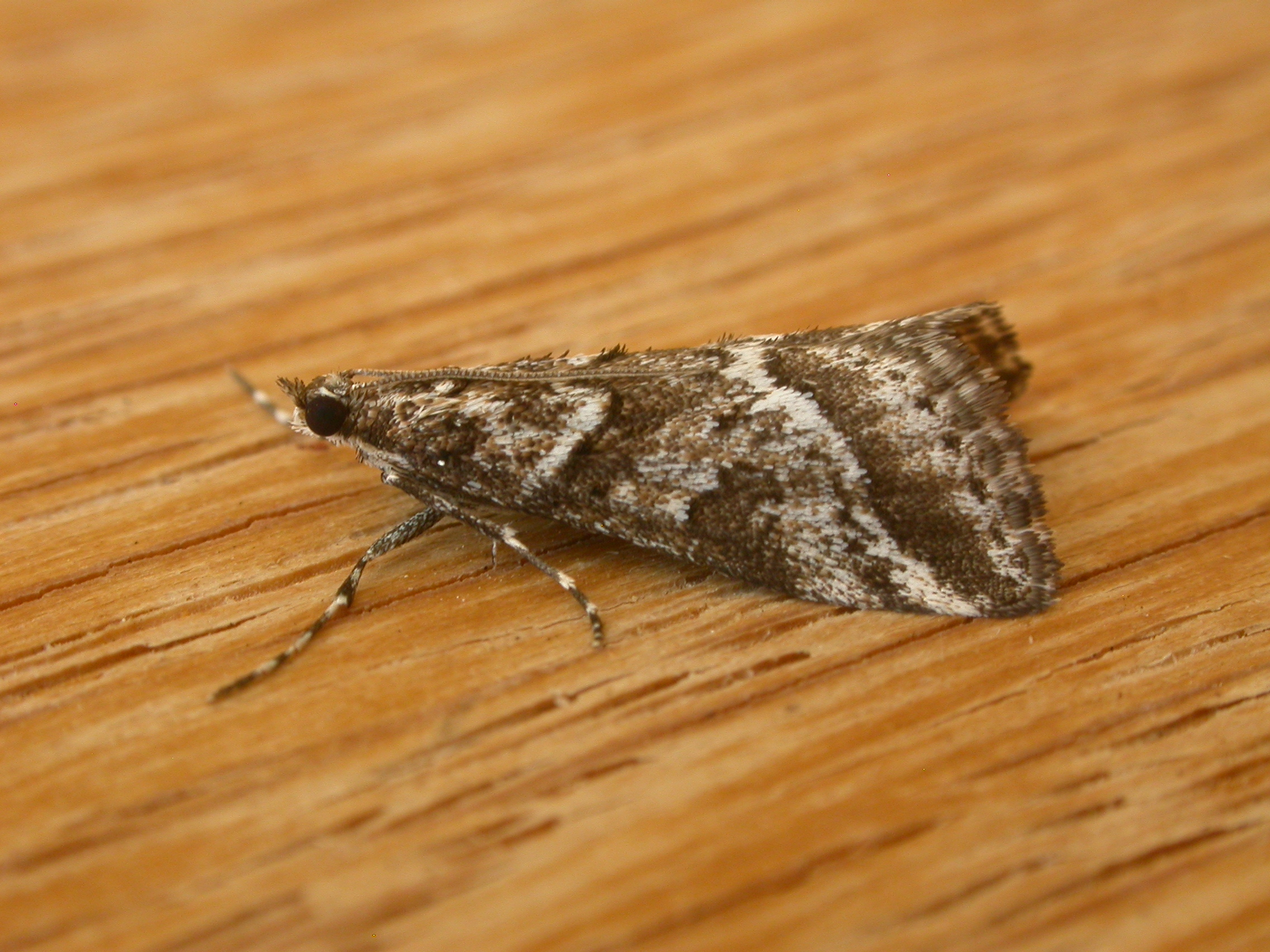